# Браунсбах
Браунсбах (њем. Braunsbach) општина је у њемачкој савезној држави Баден-Виртемберг. Једно је од 30 општинских средишта округа Швебиш Хал. Према процјени из 2010. у општини је живјело 2.376 становника. Посједује регионалну шифру (AGS) 8127009.

## Географски и демографски подаци
Браунсбах се налази у савезној држави Баден-Виртемберг у округу Швебиш Хал. Општина се налази на надморској висини од 268 метара. Површина општине износи 52,8 km². У самом мјесту је, према процјени из 2010. године, живјело 2.376 становника. Просјечна густина становништва износи 45 становника/km².

## Међународна сарадња
| Мјесто | Држава    | Врста сарадње | Од    |
| ------ | --------- | ------------- | ----- |
|        | Пољска    | контакт       | 1996. |
|        | Пољска    | контакт       | 1996. |
|        | Француска | партнерство   | 1987. |
| Извор  |           |               |       |